# Джеймс Кертіс Гепберн

Бюст Джеймса Кертіса Гепберна

Джеймс Ке́ртіс Ге́пберн (або Джеймс Кертіс Хепберн, Джеймс Кьортіс Хепбьорн, англ. James Curtis Hepburn; 13 березня 1815 — 21 вересня 1911) — американський лікар, католицький місіонер, перекладач і педагог. Відомий завдяки популяризації системи транслітерації японської мови засобами латинської абетки, яка стала широко відомою завдяки його японсько-англійському словнику і носить його прізвище (система Гепберна).

## Біографія

### Походження і ранні роки
Народився 13 березня 1815 року у боро Мілтон штату Пенсільванія, США. Навчався у Принстонському університеті, здобув ступінь магістра, після чого вступив до Пенсильванського університету, де здобув ступінь доктора медицини у 1836 році і став лікарем. Вирушив до Китаю як місіонер-медик, але на шляху туди на два роки змушений був зупинитися у Сінгапурі, оскільки через Опіумну війну китайські порти стали закритими для іноземців. У 1845 році після п'яти років місіонерської діяльності повернувся до Сполучених Штатів і почав займатися медичною практикою в Нью-Йорку.

### Місіонерська робота в Японії
У 1859 році Гепберн вирушив до Японії як місіонер-медик у складі Американської пресвітеріанської місії (англ. American Presbyterian Mission). Прибувши до Нагасакі у жовтні 1859 року, Гепберн невдовзі переїжджає до новоствореного договірного порту міста Йокогама, відкривши у квітні 1861 року у ньому при Храмі Сокоджі свою першу клініку. Спочатку проживав у напівзруйнованому храмі Джьобуцуджі у Канаґаві, у якому раніше було також голландське консульство. Гепберн став першим християнським місіонером, який оселився поряд з новоствореним договірним портом. Родина Гепберна мешкала в одній будівлі у Джьобуцуджі разом з голландським реформаторським священником Самюелем Роббінсом Брауном і тому вони швидко долучилися до місцевої іноземної спільноти. Згодом Гепберн був призначений почесним лікарем консула США Таунсенда Гарріса.
Перша клініка Гепберна припинила свою діяльність, оскільки влада періоду бакумацу (період влади сьоґунату перед реставрацією Мейдзі) забажала, щоб місіонери переселилися до Йокогами і чинила тиск на пацієнтів, щоб змусити їх припинити відвідувати клініку. Весною 1862 року Гепберн з родиною переїхали у дім у Кьорючі № 39 у серці житлового району для іноземців у договірному порті Йокогама. Тут, на додачу до власної клініки, він і його дружина Клара заснували Школу Гепберна, яка зрештою перетворилася на університет Meiji Gakuin University. Його японськими учнями були, зокрема: Сукудаемон Фуруя, Такахаші Корекійо і Нума Морікадзу.
За його медичний внесок у місті Йокогама на його честь був названий Гепберн Голл (англ. Hepburn Hall) на кампусі Міського університету Йокогами.

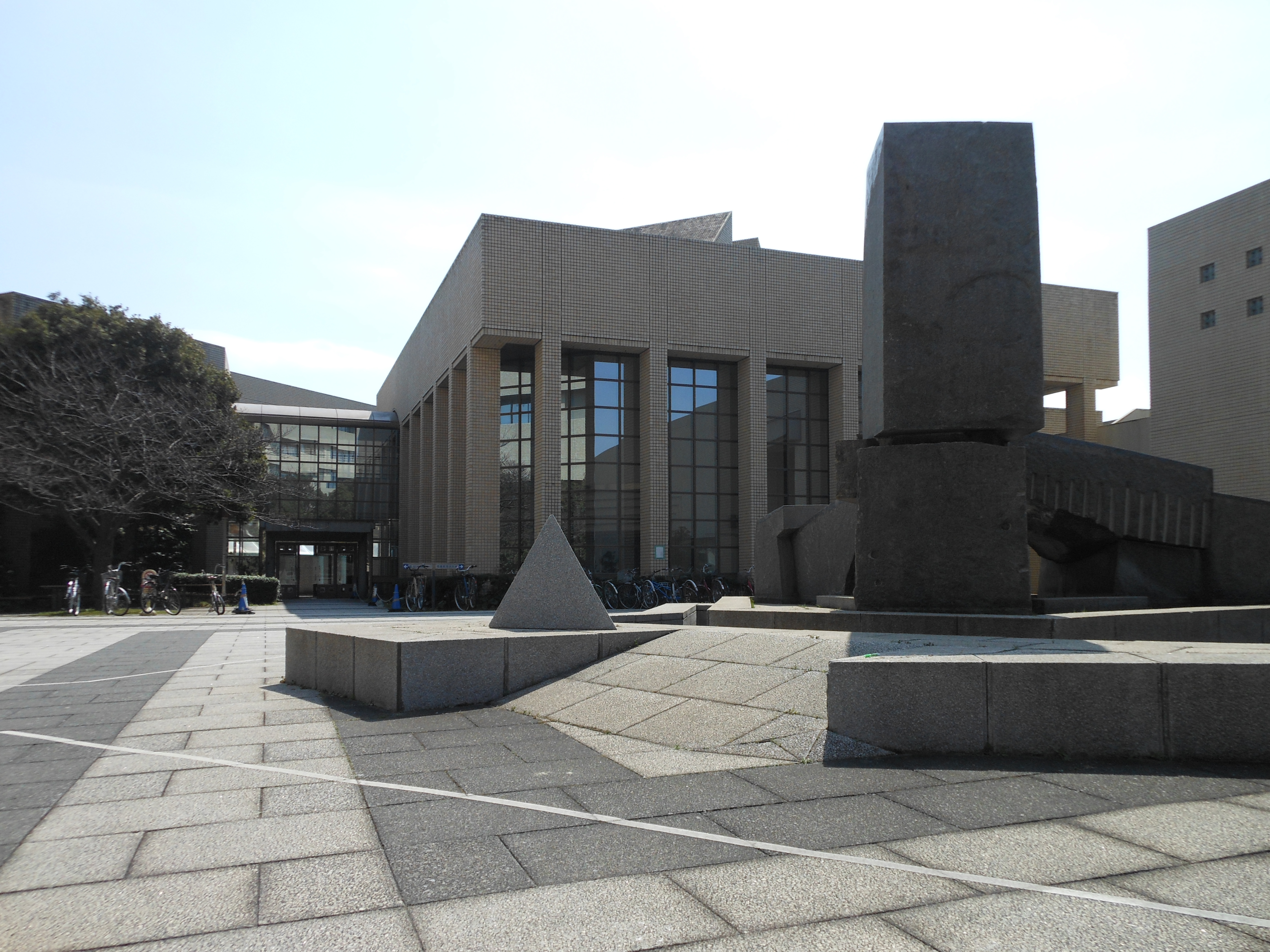
Гепберн Голл (Hepburn Hall)

У травні 1867 році Гепберн у співпраці зі своїм давнім помічником Кішідою Ґінко опублікували японсько-англійський словник (яп. 和英語林集成, ва-ейґо-ріншю:сей), який швидко став стандартною роботою для ознайомлення для людей, які вивчають японську мову. Словник був укладений не на основі кани, а на основі транскрипції японської мови. Запропонована Гепберном транскрипція фактично стала першою практичною транскрипцією японської мови засобами латинського алфавіту. Словник перевидано у 1872 та 1886 роках. У третьому виданні словника, опублікованому у 1886 році, Гепберн почав дотримуватися нової системи латинізації японської мови, розробленої Товариством латинізації японської писемності (англ. Society for the Romanization of the Japanese Alphabet, Rōmajikai). Завдяки популяризації цієї системи у словниках Гепберна вона стала широко відомою як система Гепберна (англ. Hepburn romanization). Гепберн також зробив свій внесок у переклад Біблії японською мовою.

### Пізні роки
Гепберн повернувся до Сполучених Штатів у 1892 році. 14 березня 1905 року, на наступний день після 90-го дня народження Гепберна, він був нагороджений орденом Вранішнього Сонця 3-го ступеню. Гепберн став другим іноземцем, який отримав цю нагороду.
Помер 21 вересня 1911 року в місті Іст-Оріндж, штат Нью-Джерсі, у віці 96 років.

## Публікації
- Hepburn, James Curtis (1867). A Japanese and English dictionary: with an English and Japanese index. London: Trübner & Co. Архів оригіналу за 28 липня 2020. Процитовано 8 жовтня 2018. (first edition) 690pp
- A Japanese and English dictionary: with and English and Japanese index (1867)
- Japanese-English and English-Japanese Dictionary (1881)
- Hepburn, James Curtis (1888). A Japanese-English and English-Japanese Dictionary. Tokyo: Z.P. Maruya & Company. Архів оригіналу за 22 грудня 2019. Процитовано 8 жовтня 2018. (4th edition), 962pp (gives Japanese next to romaji)
- A Japanese-English and English-Japanese dictionary (1903) [Архівовано 29 червня 2016 у Wayback Machine.]
- Hepburn, James Curtis (1905). Hepburn's Abridged Dictionary. Tokyo: Z.P. Maruya & Company. Архів оригіналу за 15 січня 2022. Процитовано 8 жовтня 2018. (2nd. ed. abrdiged), 1032pp (romaji only)